# 조제 히카르두 두스 산투스 올리베이라
조제 히카르두 두스 산투스 올리베이라(포르투갈어: José Ricardo dos Santos Oliveira, 1984년 5월 19일 ~ )는 히카르지뉴(포르투갈어: Ricardinho)로 불리는 브라질의 축구 선수였다. K리그 시절 등록명은 히칼딩요이다.